# Цехакронизм

Символ Цехакронизма

Цехакрони́зм (арм. Ցեղակրոնություն цехакронутю́н) — армянская идеология, согласно которой высшей ценностью для индивидуума является его нация, вне которой он не может полноценно существовать. Целью цехакронизма является объединение армянского народа на всей территории его исторической родины в рамках единого армянского государства.
Идеология цехакронизма была разработана Гарегином Нжде и Айком Асатряном в 1930-х годах. Органической частью и продолжением цехакронизма является идеология таронизма.

## Происхождение и значение термина

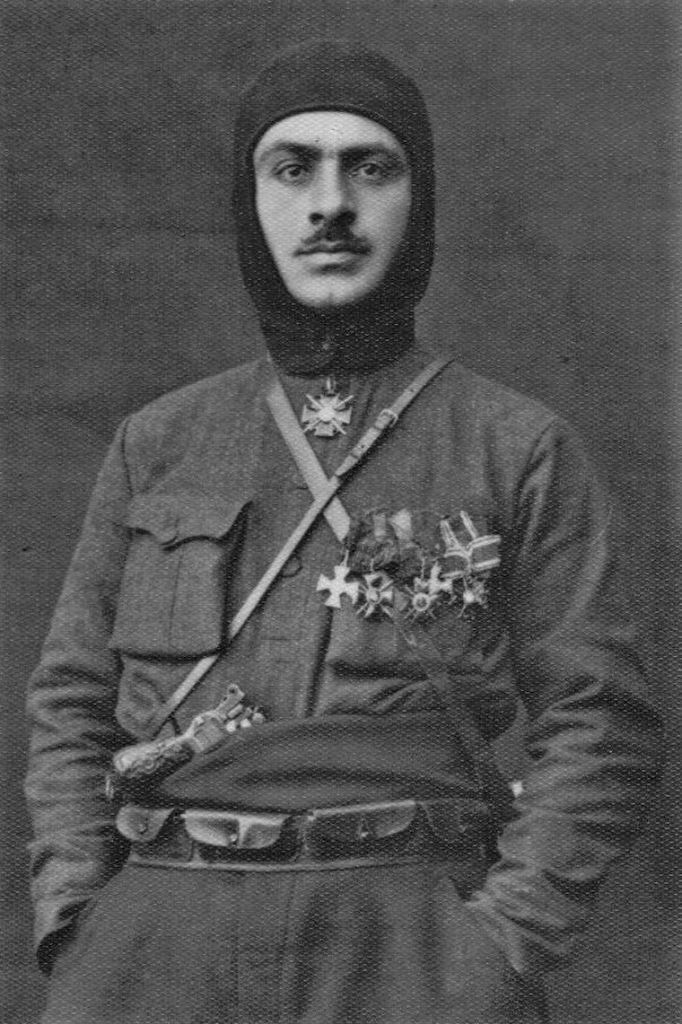
Гарегин Нжде, основатель цехакронизма

Автором названия и самой идеологии является Гарегин Нжде. Термин имеет два корня:
- це́х (арм. ցեղ род, племя) и
- кро́н (арм. կրոն религия, вера).

Для Нжде понятие це́х было намного шире, чем то, которое оно имеет в рамках антропологии. Как он писал, «сложно его определить научным языком − здесь речь может идти только об относительном сознании». Нжде, по его признанию, «не ограничивается старыми понятиями», поскольку их посредством нельзя выразить всю глубину рода. Как писал Нжде, род является чем-то большим, нежели совокупность людей. Род существует с начала времён.
Цехакро́н (арм. ցեղակրոն) — сторонник и носитель идеологии цехакронизма. Быть цехакроном, согласно Нжде, означает нести в рамках своего индивидуума также и свой род со всеми его чертами, моралью, нести все те армянские родовые качества, которые проявлялись на протяжении истории армянского народа. Корнем армянского существительного кро́н является глагол кре́л (арм. կրել нести), т.е. тем самым цехакрон несёт в себе традиционные ценности и мировоззренческие взгляды своего рода.
Цехакронизм является чем-то большим, нежели патриотизм или родопочитание, включая в себя данные и подобные им понятия. В этом заключается выбор Гарегином Нжде нового термина в качества названия идеологической концепции.

## Цели и идеология
Цехакронизм начинается с признания истории, культуры, образа жизни рода, его ценностей и достоинств, его настоящего и устремлений, признание достойного вклада армянской нации в мировую цивилизацию. Цехакронизм выводит индивидуальное самопознание из родового познания, ибо для того, чтобы познать себя, человек должен сначала познать породивших его людей , т. е. род, общие черты которого определяют индивидуальное становление данной личности.

### Три вида армян согласно цехакронизму
Идеология цехакронизма делит армянство на три чувственно-сознательные части:
- национально-родовую (це́гх),
- колеблющуюся или неопределившуюся (жохову́рд) и
- антинациональную (така́нк).

Большинство армян представляют из себя жоховурд (буквально: «народ»), то есть некое количество людей, частично обладающих армянскими качествами. Лишь малая часть армян своим чувственно-сознательным уровнем и стилем жизни выступает в качестве цеха (буквально: «рода», «нации»). Третью же часть армянства составляют таканки (буквально: «подонки»).
Цехамард, принимающий идеологию цехакронизма и живущий согласно её принципам, является цехакроном.

### Цехакрон

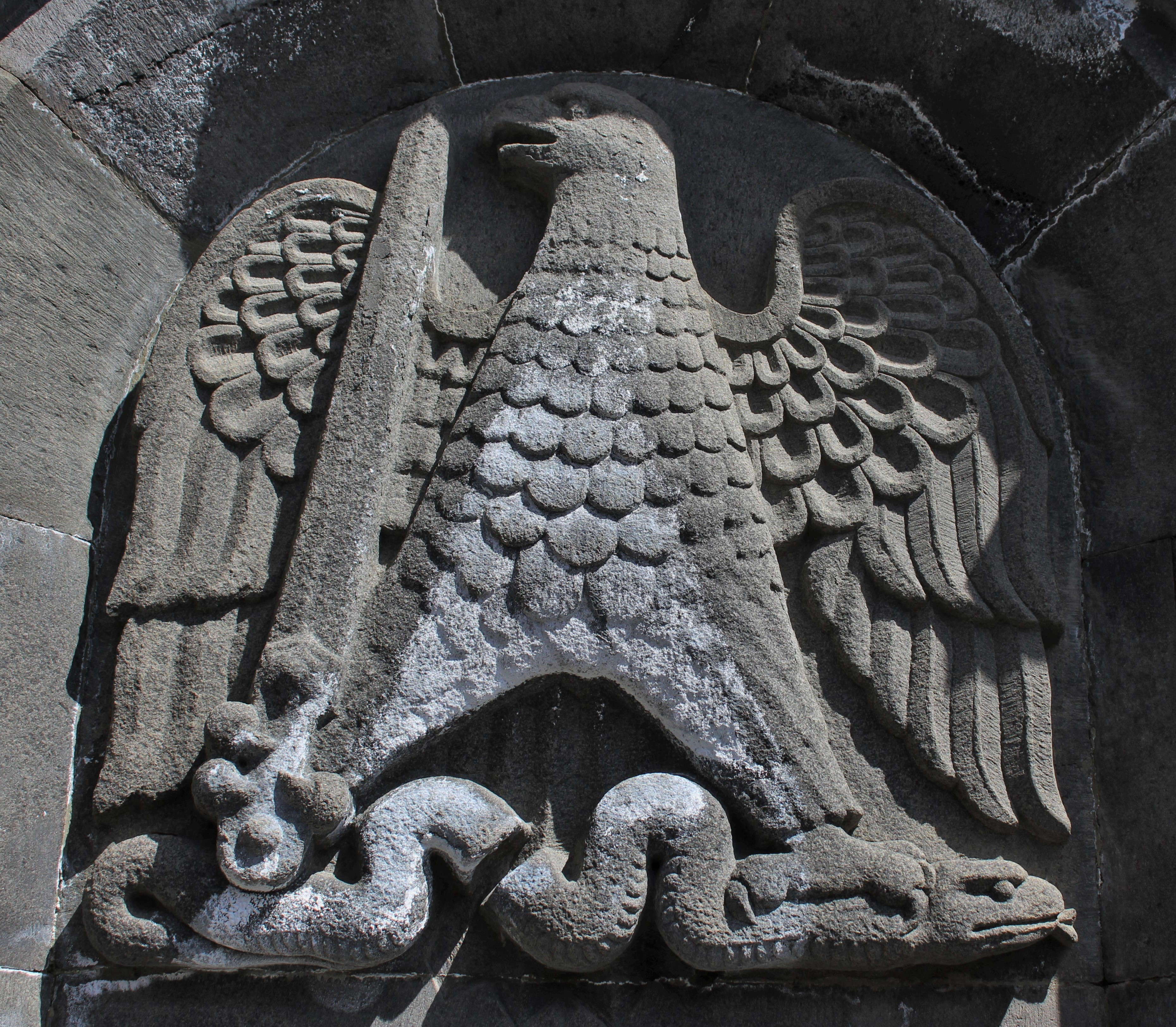
Гравированный символ Цехакронизма на роднике на территории монастыря Гегард, Котайкская область Армении

Цехакрон является идеологизированным вариантом армянина-цехамарда. Цехакрон не подвержен извращённому влиянию окружающей его среды, поскольку знает, что его невозможно победить, если он будет жить в согласии с традиционными родовыми ценностями. Цехакрон ненавидит трусость. Не случайно, в Цехакроновских клятвенных союзах было запрещено выражение «не бойся!» (арм. մի՛ վախնար), поскольку для цехакрона бояться за кого-либо означает унизить его («Ամերիկահայությունը 78»).
Органическими врагами цехакрона являются турки, большевики и их агенты. Цехакрон не принимает все те течения, религии и учения, которые отрицают необходимость существования наций.
Цехакрон исповедует полную готовность погибнуть ради существования своего цеха (рода) и государства. Для цехакрона святы идея независимости Армении. Цехакрон знает, что подлинная независимость Армянского государства достигается кровью и самопожертвованием.
Цехакрон обязан создать семью с представителем своего рода и иметь большое потомство, поскольку знает, что рождением детей обеспечивается продолжительность рода. Цехакрон — не обычный работник какой-либо науки или искусства, но он является неустанным воином, который делает так, чтобы науки и искусства всячески служили его роду.
Цехакрон подчиняется роду, который любит больше своей жизни. Воля рода, которая является волей к победе и существованию, является верховной приказывающей силой для цехакрона.
- 1. Цехамард (букв. человек рода)

Цехамард как представитель це́ха (рода), является лучшей частью армянской нации, цель которой — увековечение своего вида на родине: в Армении. Цехамард несёт в себе армянство и передаёт её потомкам. Для цехамарда незаменима родина, а в её независимости он нуждается как в кислороде. Именно цехамард осознанно воюет и жертвует собой для спасения чести родины («Լալայան, 2001»).
- 2. Жоховурд  (букв. народ)

Жоховурд является неопределившейся и колеблющейся частью армянства. Жоховурд подвержен эффекту толпы, если находится более под влиянием таканков, нежели цехамардов. Жоховурд живёт повседневной жизнью, а цехамарды − вечными идеалами и целями, памятью о прошлом, а также твёрдой верой в будущее и каждодневной длительной борьбой одновременно.
- 3. Таканк  (букв. подонок)

Таканк является отступническим элементом в армянстве, это — внутренний враг рода, являющийся частью внешнего врага. Как армянин, таканк — бесхребетен и не имеет чувства гордости, а как человек, таканк — эгоцентричен, меркантилен и омерзителен. В своём сознании таканк не имеет никаких обязанностей перед Армянской нацией и государством, но всегда что-либо требует для себя.
По большому счёту, таканк не имеет национальной принадлежности — и то, что он говорит на армянском, является лишь следствием того, что родители передали ему этот язык в качестве средства общения и другого он сам пока не нашёл. Таканк не признаёт родины. Для таканка высшей ценностью являются деньги. Таких людей Айк Асатрян назвал «антиродовыми шайтанами» (арм. ցեղանենգ շեյթան). Это — наиболее мёртвая часть армянства, навсегда ставшая зловещей толпой.

### Культы цехакрона
Цехакронизм объявляет высшей ценностью род. Существенной частью цехакронизма является культ рода, то есть поклонение ценностям, святыням и качества своего рода и следование традициям. В рамках культа рода есть 7 отдельных культов:
- 1. Культ Родины

Культом Родины является преданность и поклонение той земле, на которой естественным образом образовалась армянская нация, на которой она строила своё государство и цивилизацию, создавала свою оригинальную культуру. В этой земле покоятся останки её сыновей и дочерей; и за любовь к этой земле, за её свободу сражались храбрые предки.
- 2. Культ крови

Культом крови обусловлены духовно-телесные черты всего рода. Цехакронизм проповедует чистоту армянской крови, в чистоте которой видится будущее армянской нации.
- 3. Культ языка

В вопросе языка цехакронизм неуступчив: от армянина требуется с армянином говорить на армянском, напоминая, что смерть языка ускоряет духовную смерть народа. Исходя из этого, цехакронизм проповедует культ к родному языку, чистотой и осмыслением которого обусловлено будущее народа.
С позиций цехакронизма считается важным идеологическое раскрытие культурного содержания и смысла слов в армянском языке.
- 4. Культ павших за свой род

Культом павших за армянскую нацию является почтение и глубокое уважение к святым мученикам, «которые своим мужеством уподобились львам, уподобились богам своей преданностью, которые своей кровью обеспечили вечное существование нашего рода и нашей чести».
- 5. Культ предков

Цехакронизм признаёт величайшим злодеянием прерывание духовной связи между предыдущими и следующими поколениями, чем прерывается вчерашняя и завтрашняя органическая связь рода. Нжде пишет:

Если прервалась связь между молодым и предшествующим ему поколениями, значит это поколение отрывается от существовавших до него ценностей и святынь рода… Оторвавшийся от предыдущих поколений становится духовно беспочвенным и ненаправленным. Значимой является та духовная связь между поколениями, благодаря которой последующим передаётся вечное пламя рода…Оригинальный текст (арм.)Նորահաս սերունդը կտրվե՞ց անցնող կամ անցած գնացած սերունդներից՝ նա էապես կտրվում է մինչ այդ գոյություն ունեցող Ցեղի արժեքներից ու սրբություններից... Հին սերունդից կտրվողը դառնում է հոգեպես անհող և անուղի: Էականը հոգեհաղորդակցությունն է սերունդների միջև, որի շնորհիվ վերջինները փոխանցում են Ցեղի հավիտենական բոցը...

Флаг княжеского рода Мамиконянов

Иметь духовную связь, согласно цехакронизму, означает «пережить исторической памятью жизнь предыдущих поколений, связывая судьбы наших поколений»: В цехакронизме присутствует глубочайшее почтение к воинственному княжескому роду Мамиконянов. Нжде пишет:

Кто более или менее знаком с историей Армении, сразу же поймёт, что движение цехакронизма, как клятвенный союз, уподобляется клятвенным союзам рыцарей рода Мамиконянов. Как и Мамиконяны, цехакроны исповедуют бескорыстную преданность нации и решительную готовность с храбростью принять смерть во имя Родины.Оригинальный текст (арм.)«Ով այս կամ այն չափ ծանոթ է Հայոց պատմությանը, անմիջապես կհասկանա, որ Ցեղակրոն շարժումը, որպես ուխտ, նման է Մամիկոնեից ասպետների Ուխտին: Մամիկոնյանների պես, ցեղակրոնը դավանում է՝ ազգին անշահախնդիր նվիրվածություն և հանուն Հայրենիքի մահը քաջաբար ընդունելու վճռականություն»
Возвеличивая воинственность рода Мамиконянов, Нжде также делал акцент на другом проявлении сущности армянина − культурному духу Багратуни, которые вместе друг с другом необходимо объединить.
- 6. Культ силы

Цехакронизм пропагандариует культ силы, поскольку жизнь даёт дорогу сильным духом, мыслью и телом. Жизнь показала, что побеждает не справедливый, а сильный.
- 7. Культ лидера

В идеологии цехакронизма также необходимо почитать праведного лидера, чья десница вырисовывает судьбы народов и кому народы обязаны своим расцветом и упадком. Цехакронизм требует подчиняться воле рода, в том числе подчиняться воле праведного лидера рода, который является носителем и учителем родовой добродетели.

## История

### Идеологические основы
Идеология цехакронизма, созданная Гарегином Нжде, опиралась на работы Гевонда Алишана, Раффи, Рафаэла Патканяна, Даниэла Варужана, Аветиса Агароняна и ряда других национальных армянских мыслителей. Однако это были всего лишь разрозненные идеи, обобщением, систематизацией и дополнением которых впоследствии и занялся Нжде, основав цехакронизм.

### Давидбековские клятвенные союзы
Идеи цехакронизма зародились у Нжде ещё в Армении, когда в 1919-1921 годах в управляемом им Сюнике были задействованы Давидбековские клятвенные союзы. Как пишет сам Нжде:

В лице наших родозащитных Давидбековских клятвенных союзов с 1920 года начал действовать и победил цехакронизм.Оригинальный текст (арм.)հանձինս մեր Դավիթբեկյան ցեղապահ ուխտերի՝ 1920-ին գործեց ու հաղթանակաեց ցեղակրոնությունը:

### Окончательное становление цехакронизма (1932-1937)
В 1932 году, в выходящем в Софии журнале «Хровк», Гарегин Нжде опубликовал статью «Цехакронизм как залог победы» (арм. «Ցեղակրոնությունն իբրև հաղթանակի զորույթ»), ставшую первой теоретической работой цехакронизма. В этой статье Нжде пишет:

Если сегодня наш народ только лишь получает удары и трагически не может ответить на них, то причиной этому является то, что он не живёт по-родовому. Цехакронизм − вот та панацея, без которой армянство останется наиболее обездоленной частью человеческой цивилизации.Оригинальный текст (арм.)Եթե ցայսօր մեր ժողովուրդը հարվածներ է միայն ստանում և ողբերգորեն անկարող է հակահարվածել - դրա պատճառն այն է, որ նա չի ապրում ցեղորեն... Ցեղակրոնությո՛ւն - ահա համադարմանը, առանց որի հայությունը կմնա մարդկության քաղաքականապես ամենատնանկ մասը:

## Цехакронизм и другие идеологии

### Фашизм и национал-социализм
Часто, преднамеренно, цехакронизм описывается как заимствованный фашизм или национал-социализм. Однако отличие цехакронизма от национал-социализма в том, что во втором случае арийская раса объявляется единственной культурообразующей расой, а остальные нации - низшими видами. Цехакронизм свободен от таких националистических и шовинистических идеологий .

## Цехакронизм и учение Фридриха Ницше
Ряд исследователей утверждают, что идеология цехакронизма развивалась, помимо всего прочего, под влиянием идей Фридриха Ницше. На самом деле, проповедь культа силы в цехакронизме, призывы к решительным действиям и ряд других особенностей схожи с философией Ницше, однако между ними есть ряд принципиальных мировоззренческих и гуманистических отличий. Например, стержнем ницшеанства является сверхчеловек, который является целью, в то время как основой цехакронизма является род (це́х), а цехамард, т.е. сверхчеловек в цехакронистском понимании, является всего лишь средством к существованию и развитию рода.
Ницше не принимал христианство и был против всяческих уступок в отношении него, однако цехакронизм принимает христианство, но только стремится к большей «национализации» Армянской церкви.
Ницше также не признаёт Бога, в то время как цехакронизм принимает его существование.

## Галерея

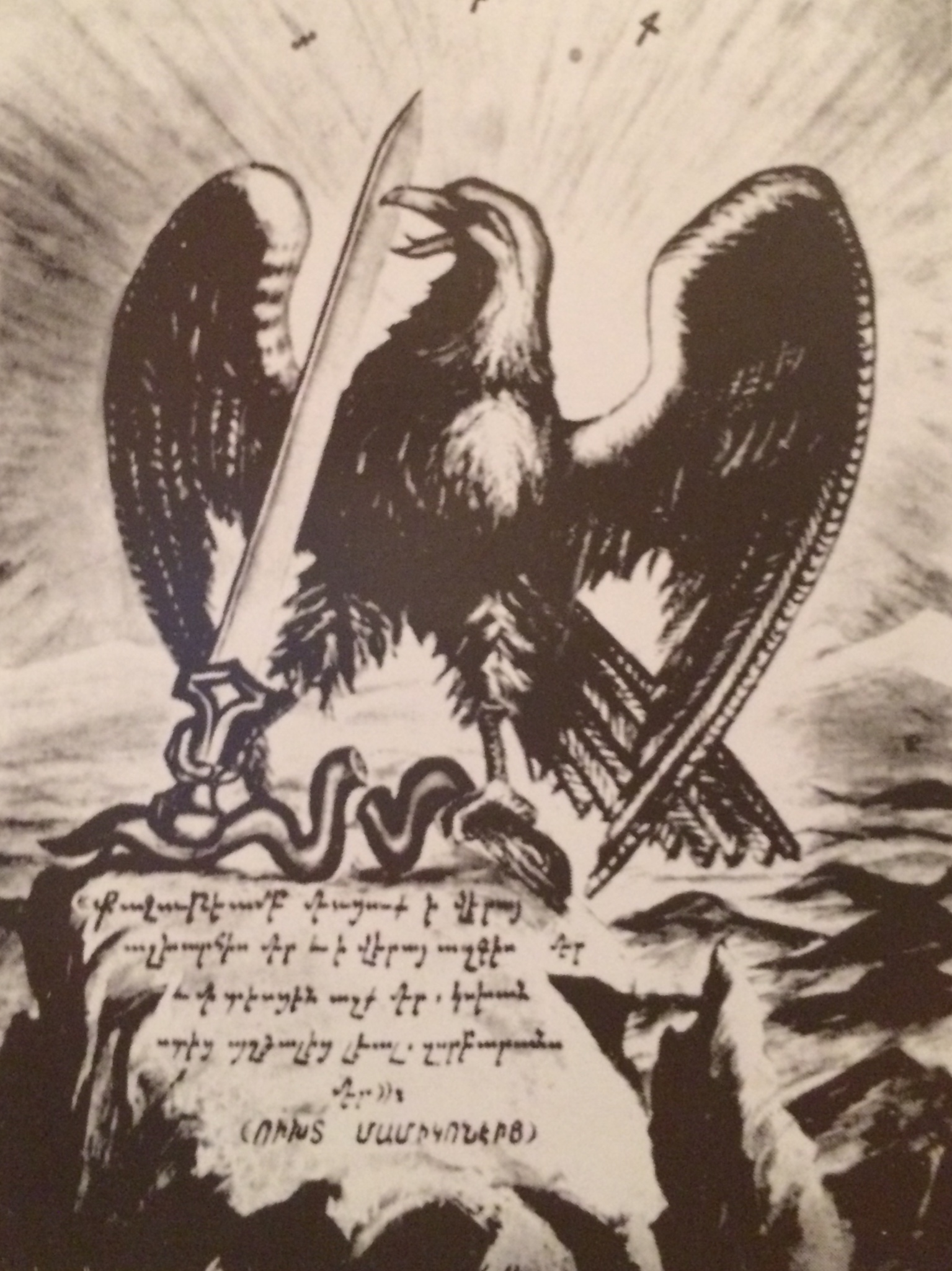
Символ цехакронизма — Таронский орёл
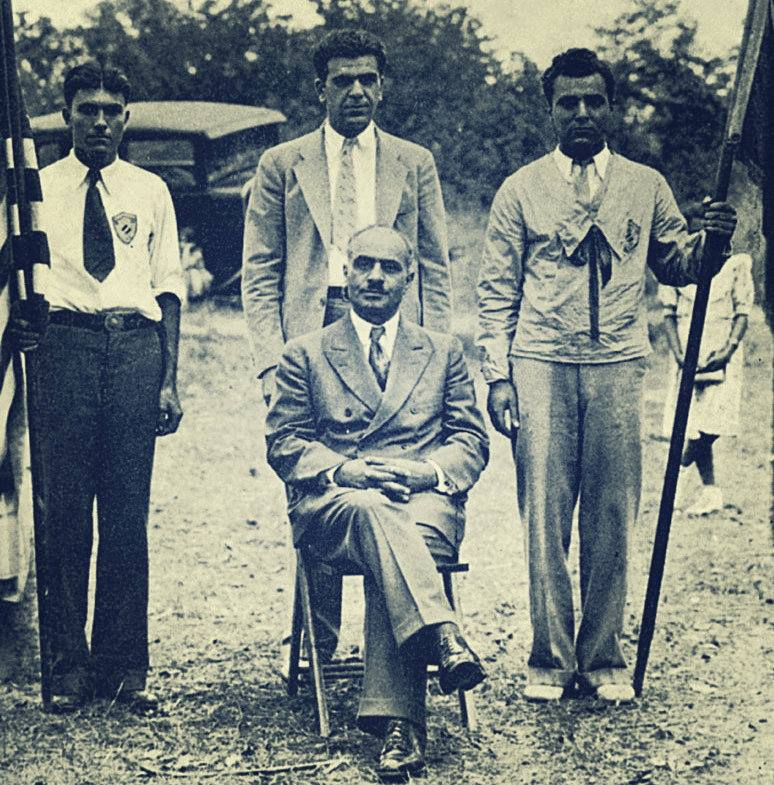
Гарегин Нжде с основателями движения «Цехакрон»